# Харківська психологічна школа
Ха́рківська психологічна шко́ла — неформальна назва спільноти радянських психологів, що виникла у Харкові на початку 30-х рр. минулого століття, і пов'язана, насамперед, з розвитком діяльнісного підходу в вивченні явищ людської психіки.
Початком існування Харківської психологічної школи послужило добровільне вигнання з Москви учнів Л. С. Виготського в ході т.зв. «дискусії початку 30-х рр.» в радянській психології та їх робота у Харкові на запрошення керівництва УРСР.
Логічним наслідком розвитку Харківської психологічної школи стало відкриття відділення психології в місцевому університеті. Це відділення — одне з небагатьох в колишньому СРСР, де з 1972 року готували професіоналів-психологів. Нинішній факультет психології ХНУ ім. Каразіна веде свою історію від основ закладених діячами Харківської психологічної школи.
Серед «харків'ян» найчастіше згадуються:
- засновники: О. Р. Лурія, О. М. Леонтьєв, О. В. Запорожець, М. С. Лебединський, Л. І. Божович;
- довоєнне покоління: П. Я. Гальперін, П. І. Зінченко, В. І. Аснін, Р. Д. Луков, К. Е. Хоменко та багато інших.
- повоєнне покоління: Г. К. Середа, С. П. Бочарова та б. ін.

## Історія

О. М. Леонтьєв, Л. І. Божович,О. В. Запорожець.

На запрошення Наркомздраву УРСР, 1931 року О. Р. Лурія, О. М. Леонтьєв та О. В. Запорожець поступають на роботу в ряд наукових та освітніх закладів міста, Л. І. Божович оселяється та працює в Полтаві, але приїздила в столицю. Планувався переїзд самого Виготського. Він, однак обмежився нетривалими візитами. Коли й О. Р. Лурія повернувся до Москви, харківську групу очолив О. М. Леонтьєв.
 Всеукраїнська психоневрологічна академія після відкриття в ній сектору психології (керівники: Лурія, Леонтьєв) та відділ психології в НДІ педагогіки стали дослідницькими базами учнів Виготського. Паралельно вони викладали в педагогічному інституті (завідувачі кафедри психології: Леонтьєв, Запорожець) та в Харківському інституті іноземних мов (нині — віповідний факультет ХНУ ім. Каразіна).
 О. В. Запорожець перебував у Харкові до початку війни, О. М. Леонтьєв, попри щільний графік (викладання в Москві та Ленінграді), навідував свою групу.
Повоєнний розвиток Х.п.ш. пов'язаний, перш за все, з діяльнісним підходом, що прикладався до проблем психології розвитку та пам'яти. Лідером (після від'їзду Гальперіна в Москву) став П. І. Зінченко.